# Transport intercommunal verdunois
REZO-Grand Verdun est le nom commercial du réseau de transports en commun de la Communauté d'agglomération du Grand Verdun. Il dessert les communes de Verdun, Belleville-sur-Meuse, Belleray, Haudainville et Thierville-sur-Meuse, dans le département de la Meuse, en France.

## Lignes régulières
Le réseau se compose de 6 lignes régulières :
| Ligne | Tracé                                                                      |
| ----- | -------------------------------------------------------------------------- |
| L1    | Aristide Briand <> Europe                                                  |
| L2    | Thierville Collège Saint Exupéry <> Barrès / Désandrouins                  |
| L3    | Belleville Wameau <> Pré L'Evêque                                          |
| L5    | Verdun Gare Multimodale <> Belleray EPL Agro / Haudainville Ecole Primaire |
| L6    | Saint Barthélémy <> Saint Exupéry / Gare Multimodale                       |
| L7    | Baleycourt Village <> Gare Multimodale                                     |

Le réseau fonctionne de 7 heures à 20 heures 30 la semaine et le samedi. Il ne fonctionne pas le dimanche ni les jours fériés.
La fréquence de passage est de 30 minutes pour la ligne L1 et de 1 heure pour les lignes L2, L3 et L5.
Les lignes L6 et L7 ont 2 allers-retours par jour.

## Transport à la demande Proxi
| Ligne | Service                                                    |
| ----- | ---------------------------------------------------------- |
| Proxi | Transport à la demande sur les 25 communes du Grand Verdun |

Le service Proxi est à destination de toutes les communes du Grand Verdun ainsi que les quartiers sans bus urbains tels que St Barthélémy, Souville, Glorieux et Baleycourt, sans bus ou car dans les 30 minutes.
Il fonctionne du mardi au samedi de 9h à 12h et de 14h à 18h30.
Les réservations se font jusqu'à la veille avant 15h, pendant les horaires d'ouverture de la boutique REZO.
Il n'est pas autorisé de faire plus de 2 allers - retours par semaine pour chaque utilisateur.
Possibilité de rejoindre la Gare Multimodale, le monument de la Victoire, l'Actipôle et l'Hôpital St Nicolas, l'Hôpital Désandrouins et les Maisons de Santé de Verdun, Thierville et Belleville pour tous les utilisateurs.
Les bénéficiaires de la Carte Socorep 80 %, les personnes titulaires d'une carte d'invalidité et les séniors de plus de 70 ans peuvent voyager entre tous les arrêts du réseau.
Un voyage seul coûte 2€ et un voyage commun 1€ par personne.

## Dessertes scolaires
Un réseau scolaire, composé de 6 lignes effectués en cars et 1 ligne en bus :
| Ligne | Tracé                                          |
| ----- | ---------------------------------------------- |
| S1    | Écoles de Belleville <> Quinze Quarts / Bayard |
| S2    | Jules Ferry <> Carrel                          |
| S3    | Corda > Alain Fournier                         |
| S4    | Porte Chaussée > Barrès                        |
| S5    | Etain <> Caroline Aigle                        |
| S6    | Châtillon <> Michelet                          |
| S7    | Aristide Briand <> St Barthélémy               |

## Dessertes scolaires des lignes régulières
Les lignes régulières sont prolongées pour les dessertes scolaires :
| Ligne | Prolongements                                            |
| ----- | -------------------------------------------------------- |
| L1    | Saint Barthélémy et Alain Fournier                       |
| L2    | Thierville Centre et Alain Fournier                      |
| L3    | Thierville Collège Saint Exupéry et Belleville Closeries |
| L5    | Ecole Jules Ferry                                        |
| L6    | Collège St Exupéry                                       |

## Navettes événementielles Moovy
Lors d'évènements spéciaux comme le carnaval vénitien, la fête de la musique, la fête nationale, la St Nicolas ou encore le Festival Musiques et Terrasses 3 navettes gratuites sont en service de 20h50 à 0h30 (l'après-midi pour St Nicolas).
| Ligne | Quartiers desservis |
| ----- | --- |
| M1    | De Lattre - Faubourg - Bayard - Haut de Charmois - Grandes Plantes - Barrès - Planchettes - Zone - Champ Claudine - St Airy |
| M2    | St Paul - Glorieux - Cité Verte - Anthouard - Pré L'Evêque                                                                  |
| M3    | Thierville Eglise, Mairie, Jardin Fontaine - St Paul - Belleville Mairie, Grand Trise, Quinze Quarts                        |

## Avant 2010

### Lignes régulières
Avant la réorganisation de septembre 2010, le réseau était plus classique avec 4 lignes régulières et 8 circuits scolaires.
| Ligne | Prolongements                                        |
| ----- | ---------------------------------------------------- |
| 1     | Gare SNCF <> Europe / Alain Fournier                 |
| 2     | Thierville Collège <> Grandes Plantes / Désandrouins |
| 3     | St Barthélémy <> Avenue de Metz                      |
| 4     | Belleville Closeries <> Pré L'Evêque                 |

### Circuits scolaires
| Ligne | Prolongements                                                            |
| ----- | ------------------------------------------------------------------------ |
| 12    | Baleycourt Regret <> Ecoles de Glorieux <> Centre-Ville                  |
| 13    | Ecoles de Belleville                                                     |
| 15    | Belleville <> Collège de Thierville                                      |
| 16    | Cité Verte <> Glorieux <> Collège de Thierville                          |
| 17    | Grandes Plantes <> Faubourg <> Centre-Ville <> Kennedy <> Collège Barrès |
| 18    | Collège Barrès <> Dieu du Trice                                          |
| 19    | Centre-Ville <> Faubourg <> Planchettes <> Kennedy                       |

Un circuit 12 Bis a existé en 2004 entre les arrêts Cité Verte Gaston Thiébaud et Glorieux Ecole Primaire.

## Historique
En 2004, des Citaros standards d'occasion arrivent sur Verdun ainsi qu'une nouvelle image.
2006 fut l'année des changements avec un itinéraire au plus proche de tous les quartiers de Belleville pour la ligne 4, la rue des Preux à Thierville pour la ligne 2 et le bas de la zone commerciale pour la ligne 3.
En 2007 l'arrêt André Theuriet vers Belleville de la ligne 4 est renommé Saint-Sauveur.
En 2008, la ligne 4 abandonne la rue de la République, soit les arrêts Biguenel (République 1 avant 2006), Saint-Michel (République 2 avant 2006) et Drouot.
En 2010, la ligne 1 est prolongée aux quartiers Glorieux et Cité Verte, la ligne 2 est simplifiée à Thierville, ne dessert plus Glorieux, dessert les hauteurs du centre de Verdun et est prolongée au collège Barrès des Planchettes, la ligne 3 est supprimée et reprise par le TAD B et la ligne 1, la ligne 4 est remplacée par la ligne 3 totalement sauf pour quelques arrêts des hauteurs de Belleville.
Le Transport à la Demande arrive à Verdun ainsi que la location de vélos. Les circuits scolaires sont en grande partie supprimés.
De nouveaux bus et minibus arrivent, l'occasion de renouveler une fois encore l'image du réseau.
En 2011,  la ligne 2 dessert la gare SNCF après les arrêts Saint-Paul, Saint-Pierre et Maginot vers Saint-Exupéry et la ligne 3 est adaptée en récupérant les arrêts Soleil Levant, au détriment des arrêts Coquelicots, récupérés par le TAD C.
En 2012, la ligne 2 dessert les arrêts Thierville Centre et Rue des Prés 2 fois par jour et la ligne 3 dessert l'arrêt Closeries 4 fois par jour
En 2014, la ligne 1 est adaptée à la suite de la requalification des Planchettes, les arrêts Centre Social et Séré de Rivière sont déplacés rue Jean Pache, la ligne 2 voit son sens de circulation modifié autour du collège de Thierville, le TAD A dessert la maison de santé de Thierville, la ligne 13 ne dessert plus la cantine du collège de Thierville et des services scolaires pour Verdun intra-muros sont créés notamment pour les écoles primaires de la ville.
En 2015, des navettes touristiques reliant d'une part Verdun et le Champ-de-Bataille et les différents monument de ce site historique d'autre part de juin à novembre.
Le 1er septembre 2016, le réseau est étendu à toute l'agglomération du Grand Verdun, créée en 2015 avec la création des lignes 4 & 5, de la navette CityTiv et du service TAD ProxiTiv. Les navettes touristiques sont maintenues et fonctionnent d'avril à novembre. Un réseau de nuit, mis en place les samedis de l'été 2016, est reconduit pour les festivités.
À partir du 3 novembre 2016, la ligne 4 dessert la mairie de Bras-sur-Meuse au lieu de la Maison Familiale Rurale et la ligne 5 voit ses horaires adaptés pour l'EPL Agro le soir ainsi que ses temps de parcours toute la journée.
À partir du 17 mars 2017, la City Tiv délaisse la place de la Roche et la rue de la Paix au profit du parking de la Digue, de la mairie et de la porte Saint-Paul. De nouveaux arrêts sont créés sur l'itinéraire à l'Office de Tourisme et au bowling.
À la rentrée 2017, la ligne 4 et la navette gratuite sont supprimées, faute de clientèle suffisante.
À partir de janvier 2018, le TAD est prolongé à 18h30 et à compter du 12 mars 2018, la ligne 5 voit sa desserte d'Haudainville renforcée.
Du 29 mai au 11 août 2018, une navette autonome a été expérimentée dans le cœur de Verdun, enregistrant quelque 3000 utilisateurs.
En novembre 2019, un bus au gaz est testé sur les lignes 1-2-3.
L'année 2020 est l'année du lifting. En effet, TIV laisse place à REZO GRAND VERDUN, un nouveau système billettique avec boutique en ligne est mis en place, des cars mixtes équipent la ligne 5 et les scolaires, et des bus hybrides équipent les lignes 1-2-3. Tous les services changent de nom et de couleur, sans toutefois apporter un réel changement pour les clients.
En 2022, la ligne L1 a été revue sur la zone commerciale du Dragon et la ligne L3 a été prolongée à la zone du Wameau, mais a abandonné les arrêts Haut Paquis. Les temps de parcours ont été revus à la baisse, la ligne L1 limitée à 20h30 et les lignes L2 & L3 prolongées de 30 minutes le soir.

## Documentation
Avant 2004, des fiches horaires de lignes avec plan de la ligne étaient regroupées dans une pochette aux couleurs du réseau.
En avril 2004, septembre 2006 et septembre 2007, des guides uniques ont regroupé tarifs, horaires et plans du réseau.
En septembre 2008 et septembre 2009, un guide pratique et un guide horaires sont créés. Le premier regroupe les informations générales du réseau, le plan et les tarifs. Ler second regroupe tous les horaires du réseau, avec un mode d'emploi des nouvelles fiches horaires aux arrêts (horaire de passage au lieu de la fiche horaires classique).
Depuis 2010, chaque ligne régulière a sa fiche horaires, un guide du TAD est créé ainsi qu'un guide scolaire, comprenant pour la première fois un plan dédié, le guide pratique ayant la même fonction que le précédent, le guide du Tiv Vélo n'a jamais été renouvelé et n'est plus disponible aujourd'hui, tout comme le formulaire de création de la carte Pass Tiv. Les fiches horaires ont été renouvelées en janvier 2011, septembre 2012 et septembre 2014. Le guide scolaire a été renouvelé tous les ans. Le guide du TAD a été renouvelé en mars 2011, septembre 2012 et septembre 2014, il ne comprendra jamais l'arrêt Maison de Santé.
Un dépliant spécial a été créé en 2015 pour les navettes historiques, renouvelé en plusieurs langues en 2016.
En 2016, tous les documents sont au format poche, comme l'ensemble des réseaux Bus Est revisités récemment.
En mars 2018, un guide pratique, un guide TAD, un guide scolaire et la fiche horaires de la ligne 5 sont actualisés.
Un tract spécial a été édité pour la navette autonome.

## État de parc

### Bus urbains
| Constructeur  | Modèle   | Mise en service | Carburant | Nombre | Numéro de parc                       | Immatriculation                                           | Accessibilité | Lignes                           |
| ------------- | -------- | --------------- | --------- | ------ | ------------------------------------ | --------------------------------------------------------- | ------------- | -------------------------------- |
| Mercedes-Benz | Citaro K | 2020            | Hybride   | 4      | no 106313 - 106314 - 106315 - 106316 | FR 949 LG 57 - FR 959 LG 57 - FR 935 LG 57 - FR 953 LG 57 | Oui           | L1 - L2 - L3 - S4 - M1 - M2 - M3 |
| Mercedes-Benz | Citaro K | 2010            | Diesel    | 1      | no 98765                             | AX 200 SV 55                                              | Oui           | Réserve                          |

### Bus "mixtes"
| Constructeur | Modèle      | Mise en service | Carburant | Nombre | Numéro de parc          | Immatriculation                            | Accessibilité | Lignes                          |
| ------------ | ----------- | --------------- | --------- | ------ | ----------------------- | ------------------------------------------ | ------------- | ------------------------------- |
| Iveco        | Crossway LE | Occasion        | Diesel    | 1      | no 23305                | DN 418 HL 06                               | Oui           | Renforts L1&L3 - L7 - S1        |
| Iveco        | Crossway LE | 2020            | Diesel    | 3      | no 105424-105425-105426 | FM 175 PJ 57 - FM 448 PJ 57 - FM 328 PJ 57 | Oui           | Renforts L2 - L6 - L7 - S4 - S7 |

### Cars scolaires
| Constructeur | Modèle           | Mise en service | Carburant | Nombre | Numéro de parc | Immatriculation | Accessibilité | Lignes           |
| ------------ | ---------------- | --------------- | --------- | ------ | -------------- | --------------- | ------------- | ---------------- |
| Man          | Lions' Intercity | 2019            | Diesel    | 1      | no 104417      | FJ 927 TB 57    | Oui           | Renforts L3 - L6 |
| Fast         | Starter          | ?               | Diesel    | 1      | no             | AV 625 SR 55    | Non           | S2-S5-S6         |

### Utilitaires
| Constructeur | Modèle | Mise en service | Carburant | Nombre | Numéro de parc    | Immatriculation          | Accessibilité | Lignes       |
| ------------ | ------ | --------------- | --------- | ------ | ----------------- | ------------------------ | ------------- | ------------ |
| Renault      | Trafic | 2018            | Diesel    | 2      | no 31723 & 100354 | EA 477 TQ 80 & ET 825 WK | Oui           | Proxi & Op ! |